# Ernst Ochs

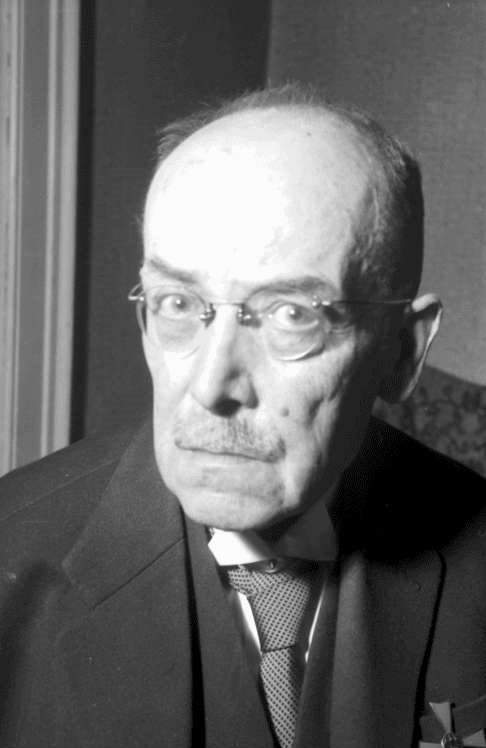
Ernst Ochs, 1958

Ernst Ochs (* 27. August 1888 in Ettenheim; † 12. Januar 1961 in Freiburg) war ein deutscher Germanist und langjähriger Herausgeber des Badischen Wörterbuchs.

## Leben
Ochs wuchs in Ettenheim als Sohn eines Oberlehrers auf. Er studierte Germanistik und Anglistik an den Universitäten Heidelberg, München und Freiburg. 1911 wurde er an der Albert-Ludwigs-Universität Freiburg mit einer sprachgeschichtlichen Arbeit bei Friedrich Kluge zum Dr. phil. promoviert.
Nach Staats- und Assessorexamen erhielt er 1914 von der Badischen Regierung den Auftrag, im Zusammenwirken mit Friedrich Kluge und Alfred Götze ein Badisches Mundartwörterbuch zu erstellen. Da Ochs 1914 als Soldat eingezogen wurde, konnte er seine Arbeit erst 1919 aufnehmen, wobei er hauptberuflich Studienprofessor am Bertholdgymnasium in Freiburg war.
Bereits 1921 konnte Ochs einen ersten Überblick über die Gliederung der badischen Mundarten vorlegen. 1925 erschien die erste Lieferung des Wörterbuchs. 1940 legte er den ersten Band vor. Weitere Bände erschienen ab 1951 in rascher Folge. Ochs hatte seit 1927 einen Lehrauftrag für altgermanische Dialekte und alemannische Mundart an der Universität Freiburg, der er sein Leben lang verbunden blieb.
Ochs vertrat in einer Publikation mit der Überschrift „Vorschlag“ 1922 die Auffassung, dass man an der sprachlichen Wirklichkeit vorbeigehe, wenn man als Mundartforscher bei der Erhebung des bodenständigen Wortschatzes als einzig rechtmäßige Träger und Lieferanten nur die Ortsgebürtigen ansehe, die möglichst nie aus dem Ort gekommen seien. „Der eigentliche Sprachträger ist nicht der festgewurzelte Originalmensch, sondern der Gesellige mitten im Verkehr.“

## Ehrungen und Auszeichnungen
- 1946: Honorarprofessor Universität Freiburg
- 1958: Verdienstkreuz 1. Klasse der Bundesrepublik Deutschland

Militärische Auszeichnungen:
- Eisernes Kreuz I. Klasse (Erster Weltkrieg)
- Eisernes Kreuz II. Klasse (Erster Weltkrieg)
- Ritterkreuz II. Klasse mit Schwertern des Ordens vom Zähringer Löwen (Erster Weltkrieg)
- Kriegsverdienstkreuz II. Klasse mit Schwertern (Zweiter Weltkrieg)

## Schriften
- Lautstudien zu Notker von St. Gallen: Zum Oberdeutschen des 11. Jahrhunderts. Troemer, Freiburg i. Br. 1911. Zugleich Univ. Diss.
- Vorsicht mit Kleins Provinzialwörterbuch! In: Zeitschrift für Deutsche Mundarten. Band 17, 1922, S. 74–77.
- Der Verfasser des Sausenberger Idiotikons. In: Zeitschrift für Deutsche Mundarten. Band  17, 1922, S. 78–81.
- Vorschlag. In: Zeitschrift für Deutsche Mundarten. Band 17, 1922, S. 81.
- Proben des Badischen Wörterbuchs nebst Gliederung der badischen Mundarten. Müller, Karlsruhe 1923. (= Vom Bodensee zum Main. Heimatblatt 12).
- Badisches Wörterbuch: als Probe des ersten Bandes dem Deutschen Bibliothekartag zu seiner Jubiläumstagung […]. Schauenburg, Lahr i. B. 1925. Enthält den Buchstaben A bis all-gattig.
  - Badisches Wörterbuch. 2 Bände. Lahr in Baden 1925–1940.
- Die Mundart des Kaiserstühlers. Der Kaiserstuhl – Landschaft und Volkstum, S. 171–182. Freiburg i. Br. 1939.
- Streng geheim. Geschichten. Poppen & Ortmann, Freiburg im Breisgau 1955.